# Jordan Veretout
Jordan Marcel Gilbert Veretout (født 1. marts 1993) er en fransk professionel fodboldspiller, som spiller for Ligue 1-klubben Olympique Lyon og Frankrigs landshold.

## Klubkarriere

### Nantes
Veretout kom igennem FC Nantes' ungdomsakademi, og gjorde sin debut for førsteholdet i maj 2011. Han etablerede sig herefter som en fast mand på holdet, og spillede mere end 100 kampe for klubben over de næste 5 år.

### Aston Villa
Veretout skiftede i juli 2015 til Aston Villa.
Efter at Villa rykkede ned i hans debutsæson, blev han i 2016-17 sæsonen udlejet til Saint-Étienne.

### Fiorentina
Veretout skiftede i juli 2017 til Fiorentina på en fast aftale.

### Roma
Efter to sæsoner med Fiorentina, skiftede Veretout i juli 2019 til AS Roma på en lejeaftale med en købsobligation. Skiftet blev permanent per obligationen i juli 2020.
Han scorede i 2020-21 sæsoner 10 mål i Serie A, og blev hermed den første franske midtbanespiller til at score 10+ mål i en Serie A sæson siden Michel Platini i 1986.

### Marseille
Veretout skiftede i august 2022 til Olympique de Marseille på en fast aftale.

### Lyon
Veretout skiftede i september 2024 til Olympique Lyon.

## Landsholdskarriere

### Ungdomslandshold
Veretout har repræsenteret Frankrig på flere ungdomsniveauer. Han var del af Frankrigs trup som vandt U/20-verdensmesterskabet i 2013.

### Seniorlandshold
Veretout debuterede for Frankrigs landshold den 1. september 2021.

## Titler
Nantes
- Ligue 2: 1 (2012-13)

Roma
- UEFA Europa Conference League: 1 (2021-22)

Frankrig U/20
- U/20-Verdensmesterskabet: 1 (2013)

Frankrig
- UEFA Nations League: 1 (2020-21)